# Dasineura zimmermanni
Dasineura zimmermanni är en tvåvingeart som först beskrevs av Tavares 1901.  Dasineura zimmermanni ingår i släktet Dasineura och familjen gallmyggor. Inga underarter finns listade i Catalogue of Life.